# Associazione nazionale sordi (Stati Uniti d'America)
La National Association of the Deaf (in lingua italiana Associazione Nazionale dei Sordi) è l'associazione della comunità sorda statunitense.

## Associazioni federati

### Membri statali
| Stato                 | Membro                                               | Anno | Note   |
| --------------------- | ---------------------------------------------------- | ---- | ------ |
| Alabama               | Alabama Association of the Deaf                      | 1912 | [ 1 ]  |
| Alaska                | Alaska Deaf Council                                  |      | [ 2 ]  |
| Arizona               | Arizona Association of the Deaf                      | 1936 | [ 3 ]  |
| Arkansas              | Arkansas Association of the Deaf                     | 1893 | [ 4 ]  |
| California            | California Association of the Deaf                   | 1906 | [ 5 ]  |
| Carolina del Nord     | North Carolina Association of the Deaf               | 1908 | [ 6 ]  |
| Carolina del Sud      | South Carolina Association of the Deaf               | 1911 | [ 7 ]  |
| Colorado              | Colorado Association of the Deaf                     | 1904 | [ 8 ]  |
| Connecticut           | Connecticut Association of the Deaf                  |      | [ 9 ]  |
| Dakota del Nord       | North Dakota Association of the Deaf                 | 1916 | [ 10 ] |
| Dakota del Sud        | South Dakota Association of the Deaf                 | 1900 | [ 11 ] |
| Delaware              | Delaware Association of the Deaf                     |      | [ 12 ] |
| Distretto di Columbia | District of Columbia Association of the Deaf         |      | [ 13 ] |
| Florida               | Florida Association of the Deaf                      |      | [ 14 ] |
| Georgia               | Georgia Association of the Deaf                      | 1910 | [ 15 ] |
| Hawaii                | Aloha State Association of the Deaf                  | 1971 | [ 16 ] |
| Idaho                 | Idaho Association of the Deaf                        | 1931 | [ 17 ] |
| Illinois              | Illinois Association of the Deaf                     | 1877 | [ 18 ] |
| Indiana               | Indiana Association of the Deaf                      | 1886 | [ 19 ] |
| Iowa                  | Iowa Association of the Deaf                         | 1881 | [ 20 ] |
| Kansas                | Kansas Association of the Deaf                       | 1909 | [ 21 ] |
| Kentucky              | Kentucky Association of the Deaf                     |      | [ 22 ] |
| Louisiana             | Louisiana Association of the Deaf                    | 1908 | [ 23 ] |
| Maine                 | Maine Association of the Deaf                        | 1877 | [ 24 ] |
| Maryland              | Maryland Association of the Deaf                     |      | [ 25 ] |
| Massachusetts         | Massachusetts Association of the Deaf                | 1975 | [ 26 ] |
| Michigan              | Michigan Association of the Deaf                     | 1887 | [ 27 ] |
| Minnesota             | Minnesota Association of the Deaf Citizens           | 1885 | [ 28 ] |
| Mississippi           | Mississippi Association of the Deaf                  |      |        |
| Missouri              | Missouri Association of the Deaf                     |      | [ 29 ] |
| Montana               | Montana Association of the Deaf                      | 1912 | [ 30 ] |
| Nebraska              | Nebraska Association of the Deaf                     | 1902 | [ 31 ] |
| Nevada                | Nevada Association of the Deaf                       |      |        |
| New Hampshire         | New Hampshire Association of the Deaf                | 1930 |        |
| New Jersey            | New Jersey Association of the Deaf                   | 1967 | [ 32 ] |
| New York              | Empire State Association of the Deaf                 | 1865 | [ 33 ] |
| Nuovo Messico         | New Mexico Association of the Deaf                   |      |        |
| Ohio                  | Ohio Association of the Deaf                         | 1961 | [ 34 ] |
| Oklahoma              | Oklahoma Association of the Deaf                     | 1910 | [ 35 ] |
| Oregon                | Oregon Association of the Deaf                       | 1921 | [ 36 ] |
| Pennsylvania          | Pennsylvania Society for the Advancement of the Deaf | 1891 | [ 37 ] |
| Rhode Island          | Rhode Island Association of the Deaf                 | 1977 | [ 38 ] |
| Tennessee             | Tennessee Association of the Deaf                    | 1897 | [ 39 ] |
| Texas                 | Texas Association of the Deaf                        | 1886 | [ 40 ] |
| Utah                  | Utah Association of the Deaf                         | 1909 | [ 41 ] |
| Vermont               | Vermont Association of the Deaf                      |      | [ 42 ] |
| Virginia              | Virginia Association of the Deaf                     | 1891 | [ 43 ] |
| Virginia Occidentale  | West Virginia Association of the Deaf                | 1915 | [ 44 ] |
| Washington            | Washington Association of the Deaf                   |      |        |
| Wisconsin             | Wisconsin Association of the Deaf                    | 1876 | [ 45 ] |
| Wyoming               | Deaf Association of Wyoming                          |      |        |